# Romanska språk
Romanska språk är en grupp av indoeuropeiska språk som utvecklats ur latinet. De utvecklades ur talspråksvarianten (vulgärlatin) och skiljer sig kraftigt från det klassiska latinska skriftspråket. Namnet har språkgruppen fått av staden Rom, som romarna som talade latin hade som huvudstad.

## Historia
Under Romerska riket talades vulgärlatin i de länder där man i dag talar romanska språk. Eftersom vulgärlatinet huvudsakligen var ett talat språk råder det osäkerhet om hur enhetligt detta språk var, men det torde ha påverkats av de språk som talades i olika områden av det utsträckta riket. Efter romarrikets fall utvecklades vulgärlatinet sakta till de språk och dialekter som i dag utgör de romanska språken. Denna utveckling är dock inte dokumenterad eftersom det klassiska latinet användes som skriftligt kommunikationsmedel.
Utvecklingen mot skriftliga former av de romanska språken skedde gradvis. Ett av de tidigaste exemplen på detta är eden i Strasbourg från år 842 där texten är skriven på gammalfranska och gammaltyska. Processen mot en större skriftlig användning av de romanska språken skedde mycket långsamt. Under en lång period användes latin och de romanska språken sida vid sida. 
Uppfinnandet av boktryckarkonsten och framväxten av nationalstaterna på 1400- och 1500-talet ledde till en allt större utveckling mot standardiserade skrivna språk innanför politiska gränser, något som ofta favoriserade en språklig variant framför andra. Det är också i detta sammanhang man bör se debatten mellan språk och dialekt inom de romanska språken. I de olika nationsstaterna växer långsamt en variant fram på bekostnad av andra varianter och blir ett standardspråk som beskrivs i ordböcker och grammatikor. Övriga varianter inom en nationsstat lever dock vidare huvudsakligen som lokala talspråk, men ofta en begränsad skriftlig användning. Flera olika faktorer under 1900-talet som den ökade skolariseringen, den ökade kommunikationen mellan landsdelar, framväxten av radio, tv, tidningar har dock i många länder påverkat utvecklingen mot mindre användande av den lokala talspråksvarianten till fördel för det officiella språket. Eftersom de lokala talspråken inte alltid har en etablerad skriftnorm eller lärs ut systematiskt i skolan, finns det en risk att flera av dessa dör ut på sikt om utvecklingen mot en starkare språkcentralisering fortsätter.
Som resultat av kolonialismen spreds de romanska språken till alla världsdelar. Senare har också en mängd kreolspråk utvecklats ur främst franskan och portugisiskan.

## Indelning
Antalet romanska språk är ett ganska omtvistat område, där flera språk ligger i gränslandet mellan dialekt och språk. Nedan listas romanska språk efter gruppering, inklusive språken i gränslandet.
- iberoromanska språk: aragonska, asturiska, extremaduriska, galiciska, ladino, leonesiska, mirandesiska, mozarabiska (utdött), portugisiska, spanska (kastilianska)
- occitanoromanska språk: katalanska (inklusive baleariska och valencianska), occitanska (inklusive gasconska och provensalska[3])
- galloromanska språk: franska (inklusive normandiska, pikardiska och vallonska), frankoprovensalska (arpitanska), gallo
- rätoromanska språk: friuliska, ladinska, rätoromanska
- galloitaliska språk: emiliano-romagnolo, liguriska (inklusive monegasiska), lombardiska, piemontesiska
- italodalmatiska språk: dalmatiska (utdött), istriotiska, italienska, korsikanska, neapolitanska, romanesco, sassaresiska, sicilianska, toskanska, venetianska
- sardiska
- östromanska språk: arumänska, istrorumänska, meglenorumänska, rumänska (inklusive moldaviska)

### Kreolspråk bildade på romanska språk
Det finns ett antal kreolspråk som bildades utifrån olika romanska språk. I regel har de skapats i miljöer som varit koloni till någon europeisk stat med ett romanskt språk som officiellt språk.
- Franskbaserade: antillisk kreol, haitisk kreol, lanc-Patuá (Brasilien), louisiansk kreol, mauritisk kreol, seychellisk kreol. Totalt omfattar dessa cirka 13 miljoner modersmålstalare.[4]
- Portugisiskbaserade: angolar, annobonesiska, Daman indo-portugisiska, Diu indo-portugisiska, forro, kapverdisk kreol, kriol, kristang, kristi, lunguyê, macanese, papiamento, portuñol, saramaccan, Sri Lanka indo-portugisiska
- Spanskbaserade: chavacano, palenquero, papiamento, spanglish (blandning mellan spanska och engelska), yanito

### Utbredning

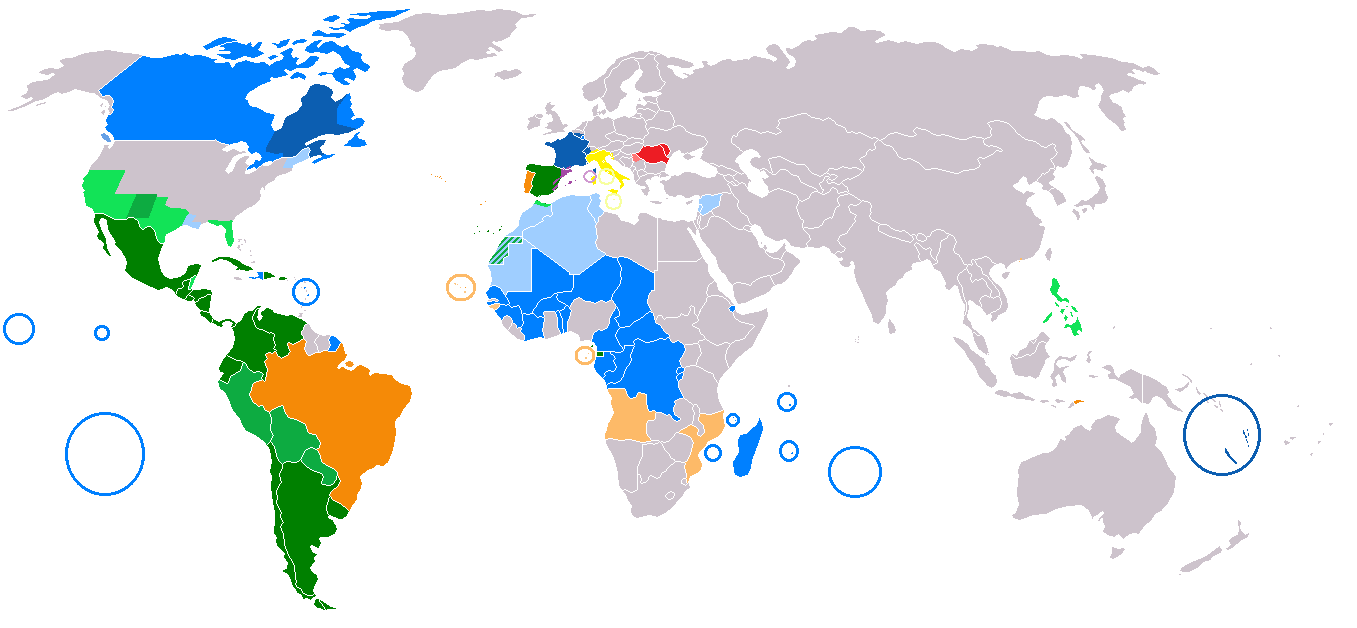
Romanska språk i världen
spanska
portugisiska
franska
italienska
rumänska

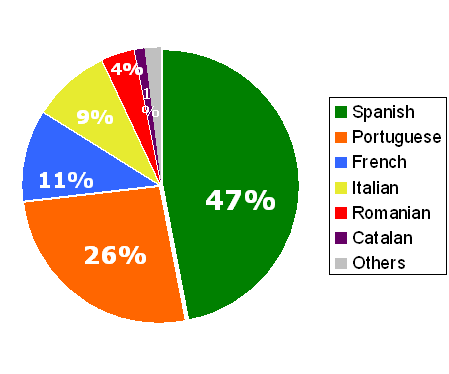
De största romanska språken

Romanska språk talas i alla världsdelar, men främst i Europa och Latinamerika. I stora delar av Afrika, och i mindre utsträckning i Asien, används romanska språk som lingua franca.
I ett antal länder eller regioner är olika romanska språk majoritetsspråk eller har ställning som officiellt språk. Dessa listas nedan.

### Franska
- Afrika: Burkina Faso, Burundi, Centralafrikanska republiken, Djibouti, Ekvatorialguinea, Elfenbenskusten, Gabon, Haiti, Kamerun, Komorerna, Kongo-Kinshasa, Madagaskar, Mali, Mauretanien, Mauritius, Republiken Kongo, Rwanda, Senegal, Seychellerna, Togo
- Asien: Libanon
- Europa: Belgien, Frankrike, Luxemburg, Monaco, Schweiz (Romandiet)
- Nordamerika: Guadeloupe, Kanada, Martinique
- Oceanien: Franska Polynesien, Nya Kaledonien, Vanuatu

Hade 2010 cirka 75 miljoner modersmålstalare. Där ingick 53 miljoner i Frankrike, 3,8 miljoner i Belgien, 1,4 miljoner i Schweiz och 7,3 miljoner i Kanada. Språket talas även som andraspråk eller lingua franca av ytterligare ett par hundra miljoner.

### Italienska
- Europa: Italien, Kroatien (del av Istrien), San Marino, Schweiz (söder om Alperna), Slovenien, Vatikanstaten

Talades 2010 som modersmål av knappt 60 miljoner, varav 54 miljoner i Italien.

### Katalanska
- Europa: Andorra, Frankrike (Roussillon), Italien (Alghero), Spanien (Balearerna, Katalonien, Valenciaregionen)

Har cirka 6,5 miljoner talare i främst Katalonien, men även i omgivande områden. Sägs ibland vara en språkgrupp, om baleariska, valencianska och vissa varianter i östra Aragonien räknas som egna språk.

### Occitanska
- Europa: Frankrike (Aquitaine, Auvergne-Rhône-Alpes, Gascogne, Languedoc, Limousin, Provence), Italien (Piemont, Guardia Piemontese), Spanien (Katalonien – endast Val d'Aran)

Språk eller grupp av språk i främst södra halvan av Frankrike. Antalet aktiva talare har noterats som 2 miljoner, medan ytterligare 9 miljoner sägs behärska språket.

### Portugisiska
- Asien: Macao, Östtimor

- Afrika: Angola, Guinea-Bissau, São Tomé och Príncipe, Moçambique, Kap Verde
- Europa: Portugal
- Sydamerika: Brasilien

Antalet talare var 2009 dryg 215,5 miljoner. De flesta (197 miljoner) bodde då i Brasilien, medan det fanns 10,2 miljoner i Portugal.

### Rumänska
- Europa: Rumänien, Moldavien, Serbien (endast Vojvodina)

Antal talare är (2020) cirka 24 miljoner. 20 miljoner av dessa bor i Rumänien, där de motsvarar 90 procent av befolkningen.

### Spanska
- Afrika: Ekvatorialguinea
- Europa: Spanien
- Nordamerika: Costa Rica, Dominikanska republiken, El Salvador, Guatemala, Honduras, Kuba, Mexiko, Nicaragua, Panama, Puerto Rico
- Sydamerika: Argentina, Bolivia, Chile, Colombia, Ecuador, Paraguay, Peru, Uruguay, Venezuela

Antal talare var 2007 386 miljoner, varav 90 procent i Nord- och Sydamerika.

## Forskning
Romanistiken är den vetenskapsgren som sysslar med forskning rörande romanska språk och romansk kultur.